# Золотое имя
Золотое имя — одно из пяти имён царского титула в Древнем Египте. Смысл наименования, а также его значение недостаточно выяснено до сегодняшнего дня.

## Происхождение
Возможно, фараон приравнивался золотым именем к солнцу, которое в виде символического изображения сокола плыло по небу на корабле или барке. Поэтому знак, определяющий золотое имя, складывается из сокола (Гора), который сидит на иероглифе, означающем золото.
Золотое имя, по поздним источникам, как официальный дополнительный титул применяется уже при фараоне Джосере из третьей династии. Однако только на памятниках фараона Снофру оно является современным эпохе. Золотое имя начиналось значком сокола, сидящего на кулоне, причём этот стиль до эпохи Среднего царства не изменялся.

## Более поздние интерпретации
В эллинистический период, к которому относится Розетский камень, в этом значке видели победу Гора над его злобным дядей Сетом. Но эта интерпретация не соответствует невоинственным начертаниям золотого имени в древних титулах фараонов Египта вплоть до 11-й династии. В связи со своим титулом Тутмос III говорит: «Он (Амон) созидал меня как „Бик-ен-небу“ (Золотого сокола)». Его соправительница Хатшепсут называется «Хор-ент-дам» (Гор из чистого золота). В связи с наименованием «Золотого помещения» как места погребения фараона в Новом царстве, золото интерпретируется как синоним вечности. Поэтому золотое имя может нести аналогичное значение — как выражение желания фараона быть вечным Гором.